# Wild Wild West – Vadiúj vadnyugat
A Wild Wild West – Vadiúj vadnyugat (eredeti cím: Wild Wild West) 1999-ben bemutatott amerikai western-kalandfilm, némi steampunk beütéssel, melyet Barry Sonnenfeld rendezett, a főszerepeket pedig Will Smith, Kevin Kline, Kenneth Branagh és Salma Hayek alakítják. A filmet a Ragadozót is kitaláló Jim Thomas és John Thomas ötlete alapján készült, egy azonos című 1960-as évekbeli tévésorozat hatására.

## Cselekmény
Az Amerikai polgárháború után a déliek szervezkedni kezdenek, hogy visszavágjanak a vereségért. Titkos fegyvert készítenek a titokzatos tudós, Arliss Loveless segítségével, amivel képesek Ulysses S. Grant elnök megölésével győzedelmeskedni, ehhez pedig a legnagyobb tudósokat rabolják el a saját céljaikra. A kormány a két legjobb titkosügynökét küldi a szervezkedők megállítására, a villámkezű James Westet és Artemus Gordont, aki az álcázás és a különféle különleges eszközök szakértője. Bár a két ügynök nem nagyon szíveli egymást, később mégis kénytelenek szövetségre lépni, ha le akarják győzni az óriási gőzmeghajtású pókkal felkészült Lovelesst, aki közben Grant elnököt is elrabolta...

## Szereplők
| Szerep                                             | Színész                | Magyar hang          |
| -------------------------------------------------- | ---------------------- | -------------------- |
| James West kapitány                                | Will Smith             | Reisenbüchler Sándor |
| Artemus Gordon rendőrbíró / Ulysses S. Grant elnök | Kevin Kline            | Máté Gábor           |
| Dr. Arliss Loveless                                | Kenneth Branagh        | Szakácsi Sándor      |
| Rita Escobar                                       | Salma Hayek            | Ullmann Mónika       |
| Coleman                                            | M. Emmet Walsh         | Horkai János         |
| "Vérfürdős" McGrath tábornok                       | Ted Levine             | Ujlaki Dénes         |
| Amazonia                                           | Frederique Van Der Wal | Nincs szövege        |
| Munitia                                            | Musetta Vander         | Nincs szövege        |
| Miss East                                          | Bai Ling               | Tallós Rita          |
| Belle                                              | Garcelle Beauvais      | Kéri Kitty           |

## Kritikai visszhang
A film nem lett túlzottan sikeres, a kritika nagy formátumúnak szánt, de humortalan vígjátékként könyvelte el, anyagilag pedig megbukott: a 170 milliós költségekhez képest az USA-ban csak 113 804 681 dollár lett a bevétel, világviszonylatban tudott csak 222 104 681 dollárra felkúszni, ami a mozis és forgalmazói jutalékok levonása után legalább 60 milliós veszteséget jelentett.
A film az Arany Málna díjak között is tarolt, öt kategóriában is elnyerve a kétes díjazást, úgy mint legrosszabb kép, legrosszabb rendező, legrosszabb páros, legrosszabb forgatókönyv és legrosszabb eredeti filmzene.